# Вільгельм Фокс
Вільгельм Фокс (нім. Wilhelm Fox; 15 липня 1895, Ґрац, Австро-Угорщина — 16 квітня 1985, Вайнгайм, ФРН) — австро-угорський, чехословацький і німецький офіцер, генерал-майор вермахту. Кавалер Німецького хреста в золоті.

## Біографія
26 жовтня 1914 року вступив у 8-й польовий гаубичний полк. 28 жовтня 1918 року звільнений з австро-угорської армії. 11 червня 1919 року вступив у чехословацьку армію, служив в артилерії. З 15 березня по 15 червня 1921 року вивчав чеську мову в Берліні. 27 жовтня 1938 року звільнений з чехословацької армії.
З 5 червня по 30 липня 1939 року проходив відбір у 8-й артилерійський полк. З 28 серпня по 19 вересня 1939 року — перекладач ОКГ. 14 вересня був переданий у розпорядження вермахту, а 1 грудня був прийнятий на дійсну службу. З 28 вересня 1939 року — командир 6-ї батареї, з 13 січня 1940 року — 3-го, з 29 січня 1940 року — 2-го дивізіону 8-го артилерійського полку, з 1 листопада 1941 року — всього полку. З 7 травня по 30 жовтня 1943 року — артилерійський командир 105, з 25 вересня 1944 року — 30. 8 травня 1945 року взятий у полон радянськими військами. У 1950 році звільнений.

## Звання
- Фенріх (26 жовтня 1914)
- Лейтенант (25 серпня 19150
- Оберлейтенант (1 травня 1917)
- Капітан (29 жовтня 1924)
- Штабскапітан (1 жовтня 1928)
- Гауптман у відставці (5 червня 1939)
- Гауптман до розпорядження (14 вересня 1939)
- Майор (1 грудня 1939)
- Оберстлейтенант (17 червня 1940)
- Оберст (1 квітня 1942)
- Генерал-майор (20 квітня 1945)

## Нагороди
- Срібна і бронзова медаль «За військові заслуги» (Австро-Угорщина) з мечами
- Хрест «За військові заслуги» (Австро-Угорщина) 3-го класу з військовою відзнакою і мечами
- Військовий Хрест Карла
- Пам'ятна військова медаль (Австрія) з мечами
- Почесний хрест ветерана війни з мечами
- Медаль «За вислугу років у Вермахті» 4-го, 3-го, 2-го і 1-го класу (25 років)
- Залізний хрест 2-го і 1-го класу
- Нагрудний знак «За участь у загальних штурмових атаках» 1-го ступеня[1]
- Німецький хрест в золоті (27 серпня 1942)